# Anne Sullivan
Anne Mansfield Sullivan (Feeding Hills, 4 de abril de 1866 - Forest Hills, 20 de octubre de 1936) fue una maestra estadounidense.

## Biografía
Anne Sullivan nació el 4 de abril de 1866 en una familia pobre en Feeding Hills, en el estado de Massachusetts. Sus padres fueron Thomas Sullivan y Alice Cloesy, que llegaron a Estados Unidos desde Irlanda, como consecuencia de la Gran Hambruna Irlandesa. Su madre padecía de tuberculosis y murió cuando Anne tenía ocho años. Sullivan tuvo dos hermanos: María y Jimmie. Cuando su madre murió sus dos hermanos fueron enviados a vivir con otros parientes y Anne permaneció en el hogar para cuidar a su padre.
Después de un tiempo los parientes no podían seguir con el cuidado de los niños, y Anne no podía atender a su padre porque era incapaz de escribir, leer o coser, así que los envió al asilo de niños pobres del condado en Tewksbury, Massachusetts. Allí murió Jimmie a los dos o tres meses afectado por una tuberculosis de cadera.
Anne Sullivan había contraído a los cinco años una enfermedad llamada tracoma, la cual deterioró progresivamente su vista. El único empleo al que podía optar era como sirvienta, pero no tuvo éxito. Otro residente ciego del asilo le habló de las escuelas para ciegos. Ella solicitó al inspector de la institución que le permitiera inscribirse en la Escuela Perkins para Ciegos en Boston, en donde se le hicieron muchas operaciones para tratar su enfermedad. Su vista mejoró y llegó a ser una estudiante ejemplar, graduándose con honores.
Para ayudar a otros niños ciegos, Anne aprendió el alfabeto manual y trabajó con una mujer ciega y sorda de la escuela llamada Laura Bridgman. Esta experiencia le serviría para el futuro. Este hecho fue reconocido mundialmente como un gran avance para la integración de las personas sordas y ciegas.

## Helen Keller

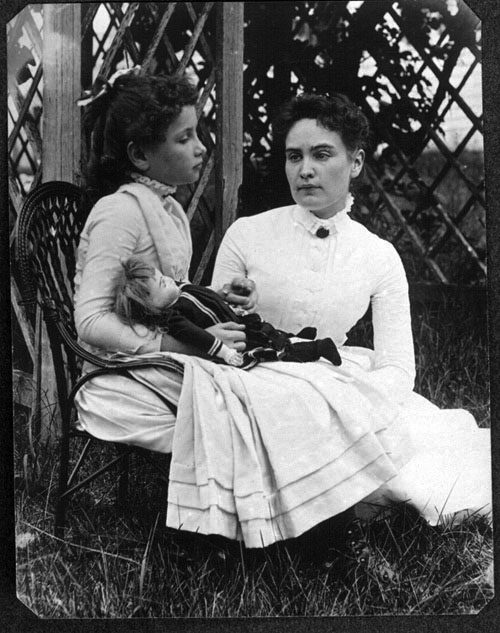
Sullivan y Hellen Keller.

Sullivan se trasladó a Tuscumbia, Alabama, donde conoció a su nueva alumna, Helen Keller. Ella era sordo-ciega y no se comunicaba con nadie antes de la llegada de Sullivan. Empezó inmediatamente a trabajar con ella enseñándole a leer, escribir y hablar. Así Helen pudo empezar a entender su entorno. Sullivan hacía que Helen tocara las cosas y entonces deletreaba lo que el objeto era, en la mano de Helen. Así, Helen aprendió a leer. Para que aprendiera a escribir, Sullivan le consiguió un tablero especialmente diseñado, acanalado de modo que un lápiz podía formar letras. Para enseñarle a hablar, Sullivan ponía la mano de Helen en su garganta para que pudiera sentir las vibraciones creadas al pasar los sonidos por la garganta. Sullivan hacía que Helen tratara de formar estas mismas vibraciones.
Su discurso, sin embargo, seguía siendo confuso. No fue hasta años después cuando, con la ayuda de la técnica de un profesor de voz y el apoyo de Annie, Helen pudo finalmente hablar claramente.
Finalmente Helen Keller fue a la Universidad Radcliffe y se graduó con honores. Helen Keller publicó su primer libro en 1902, La historia de mi vida, que fue redactado por John Albert Macy, el cual se casó con Anne Sullivan. Sin embargo, la unión no duró aunque nunca llegaron a divorciarse formalmente por lo que legalmente duró hasta la muerte de él en 1932.
Sullivan y Keller viajaron a Hollywood para filmar una película basada en sus vidas, básicamente por interés económico.
La película, llamada La Liberación, fue un auténtico fracaso. Pero esto no las desalentó para tratar de ganarse la vida en espectáculos públicos de vodevil.
El 20 de octubre de 1936, a la edad de setenta años, Sullivan murió en Forest Hills, Nueva York, con Helen a su lado, cuando ya había tomado medidas para que otra mujer la ayudara y acompañara. Helen vivió muchos años más, hasta 1968. Sus cenizas fueron colocadas en la Catedral Nacional de Washington junto a las de Anne Sullivan.
En 1959 se estrenó la obra de teatro El milagro de Ana Sullivan, y dos años después su adaptación a película del mismo título, ganadora de dos Óscar, basadas ambas en la historia de Helen Keller.
Sullivan posteriormente recibió el reconocimiento por sus habilidades como profesora, y en 1993 una escritora llamada Nella Braddy publicó una biografía titulada Anne Sullivan Macy: La historia detrás de Helen Keller.